# オーギュスタン・パジュー
オーギュスタン・パジュー（Augustin Pajou、1730年9月19日 - 1809年5月8日）はフランスの彫刻家である。新古典派の彫刻家の一人である。

## 略歴
パリの大工、木掘職人の息子に生まれ、14歳から、王立絵画彫刻アカデミーの学生になり、ジャン＝バティスト・ルモワーヌ(Jean-Baptiste Lemoyne: 1704-1778)に学んだ。18歳の時、ローマ賞を受賞し、数年間ローマに留学した。
帰国後も国王ルイ15世やデュ・バリー夫人の支援を受け、多くの有力者の胸像を制作し、ヴェルサイユ宮殿王室歌劇場の室内装飾彫刻の仕事もした。
1759年に王立絵画彫刻アカデミーの会員に推挙され、翌年「ケルベロスを従えるプルートー」の作品を提出し、会員となった。この作品は現在、ルーブル美術館に収蔵されている。アカデミーの彫刻の教授に任命され、1766年に学長になった。
フランス革命の間はモンペリエで過ごし、美術品の保全に尽力した。
1761年に彫刻家クロードルーミエ(Claude Roumier)の娘と結婚した。息子のジャック・オーギュスタン・カトリーヌ・パジュー(Jacques Augustin Catherine Pajou: 1766-1828)は学生だったフランス革命中は、パリ芸術家中隊(Compagnie des arts de Paris)に参加し、後に画家になった。

## 作品

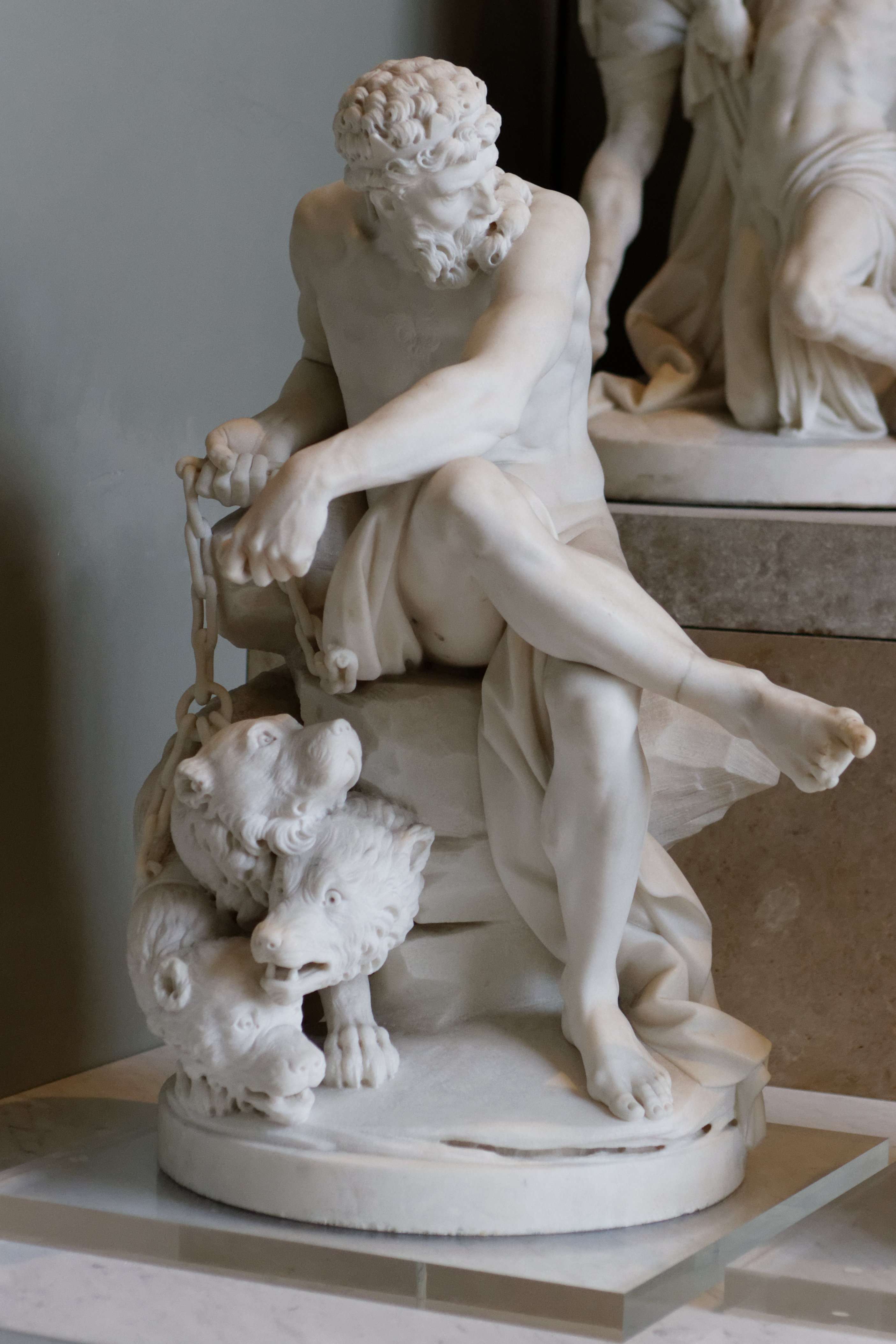
「ケルベロスを従えるプルートー ルーブル美術館蔵
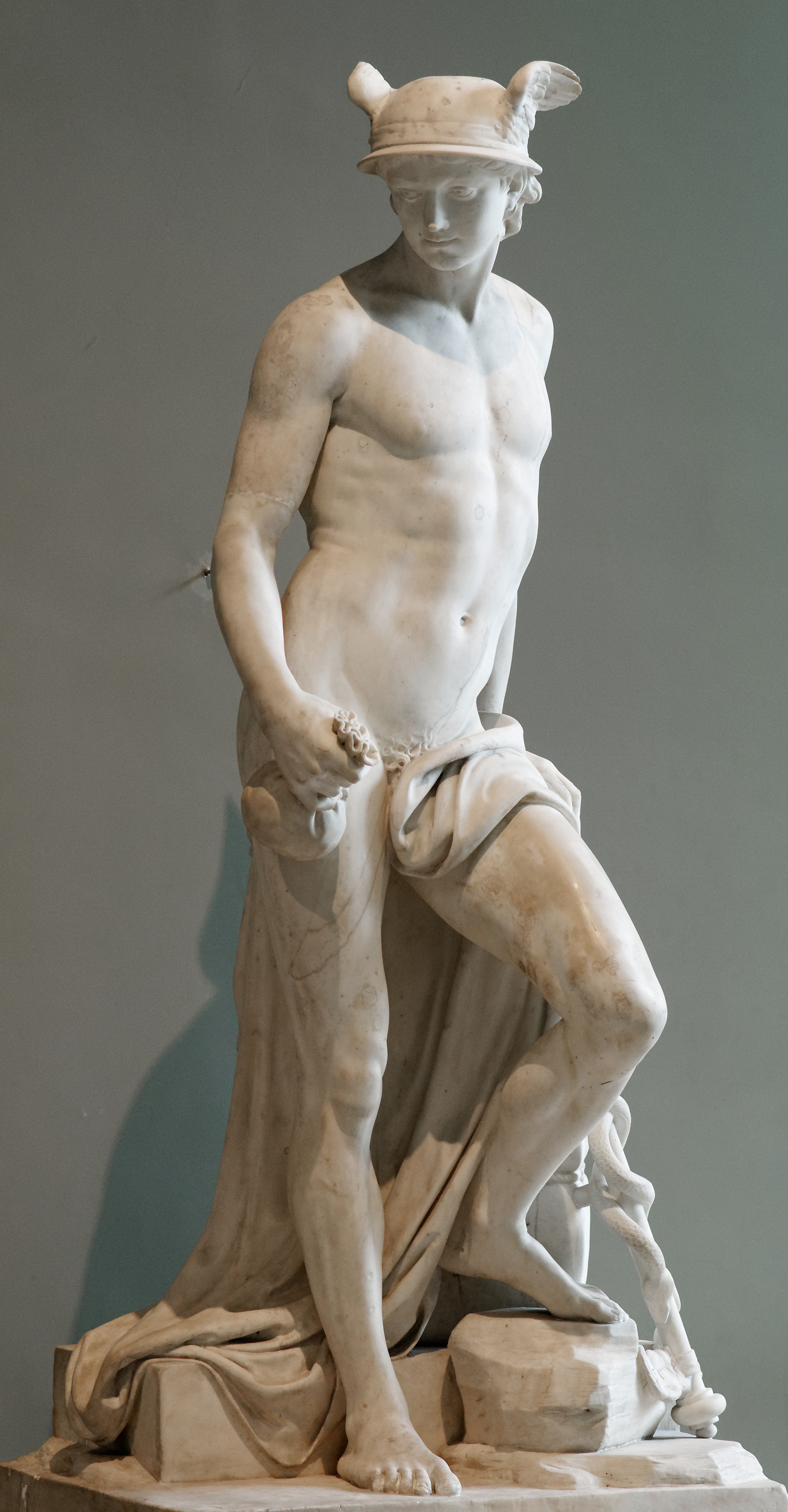
メルクリウス ルーブル美術館蔵
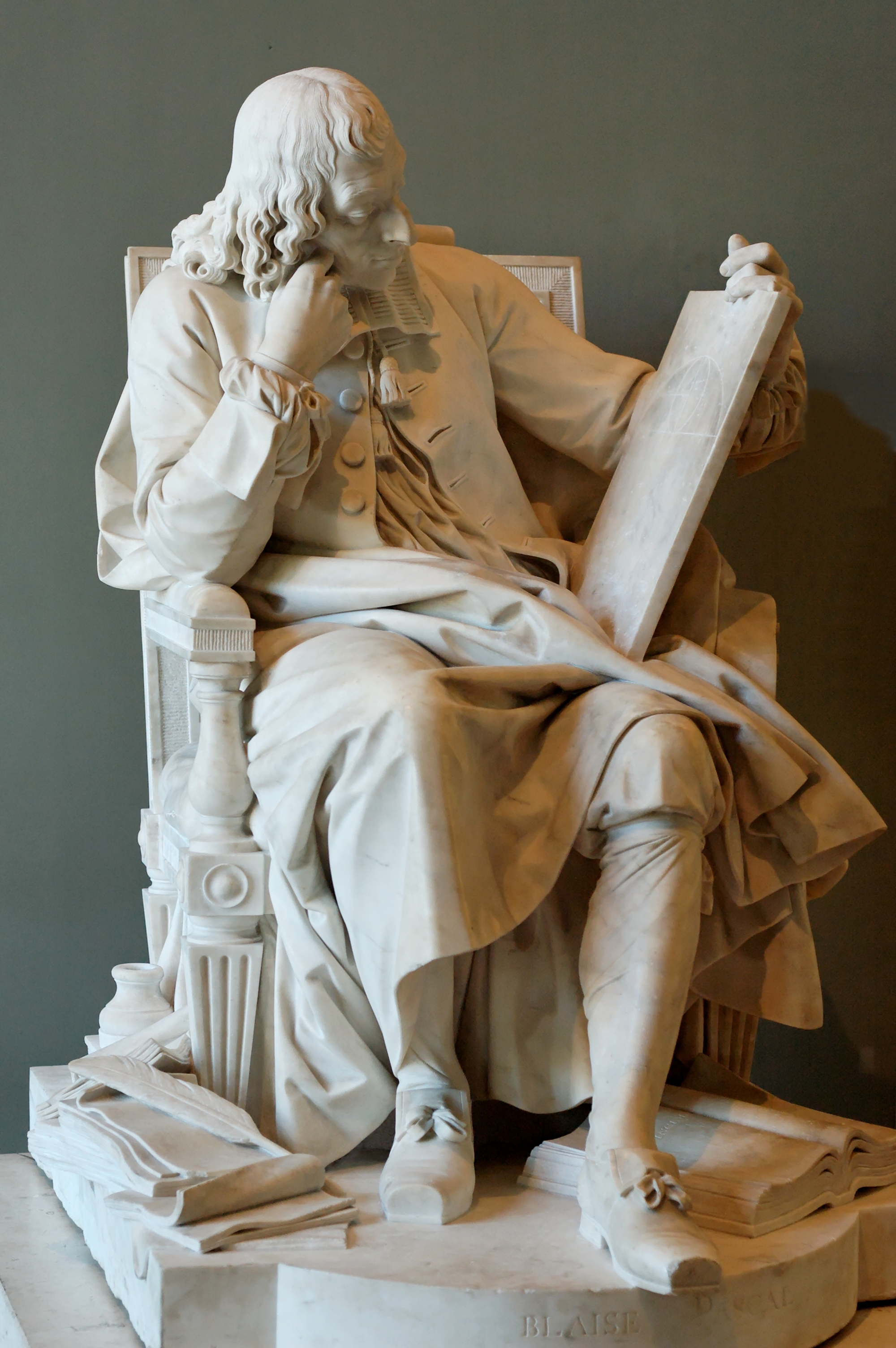
ブレーズ・パスカル ルーブル美術館蔵
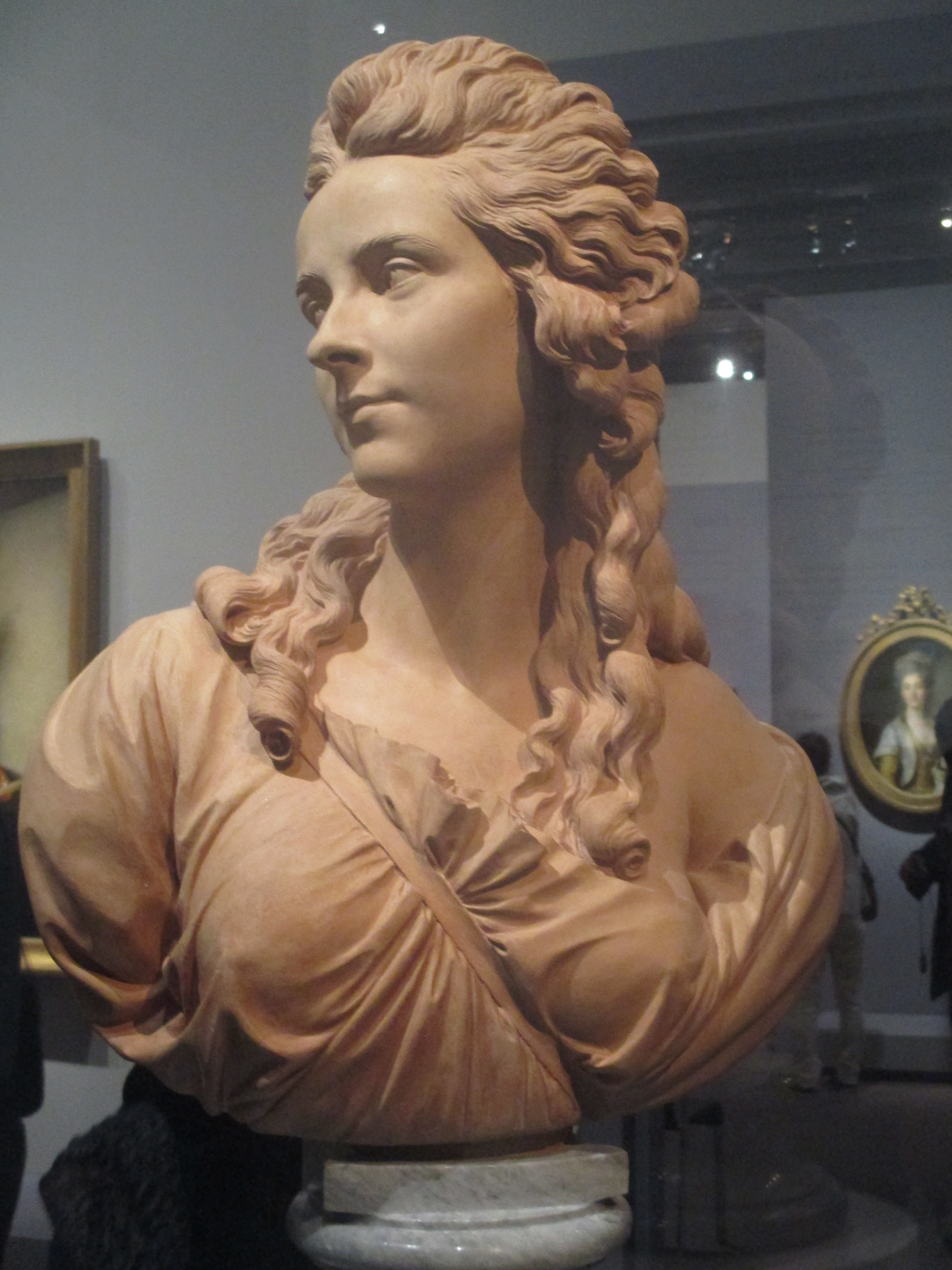
エリザベート＝ルイーズ・ヴィジェ＝ルブラン

## パジューに学んだ学生
- フィリップ＝ローラン・ロラン(fr) (1746-1816)
- バルテルミー・フェルボークホーフェン(nl)(1759–1840)
- ジャック＝エドム・デュモン(fr) (1761–1844)
- フランソワ＝ジョゼフ・ボジオ (1768-1845)
- フランソワ・ジェラール (1770–1837)
- ジュール・シャルパンティエ(fr) (1770–1845)
- ルイ・マリー・ギシャール(fr) (1770–1832)
- ダヴィッド・ダンジェ (1788–1856)